# Algar (kommunhuvudort)
Algar är en kommunhuvudort i Spanien.   Den ligger i provinsen Provincia de Cádiz och regionen Andalusien, i den södra delen av landet, 500 km söder om huvudstaden Madrid. Algar ligger 208 meter över havet och antalet invånare är 1 637.
Terrängen runt Algar är kuperad åt sydost, men åt nordväst är den platt. Runt Algar är det ganska tätbefolkat, med 54 invånare per kvadratkilometer. Närmaste större samhälle är Arcos de la Frontera, 17,3 km nordväst om Algar. Trakten runt Algar består till största delen av jordbruksmark.